# Cọ (dụng cụ)

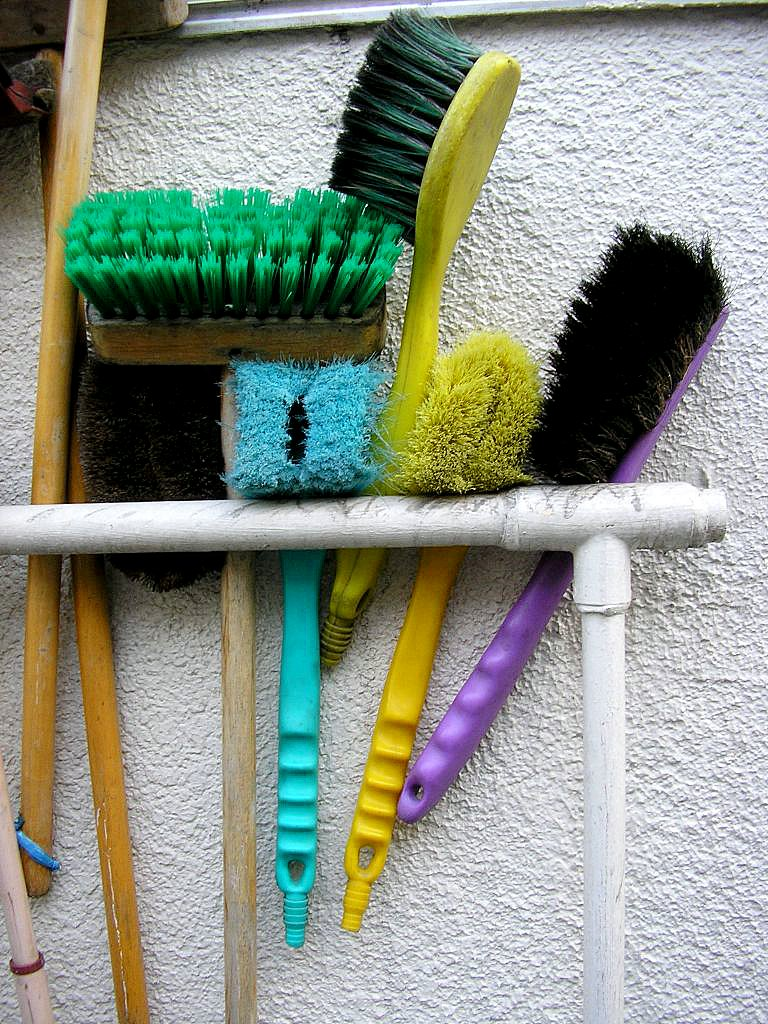
Các loại chổi cọ dùng trong vệ sinh

Cái cọ hay bàn chải là một dụng cụ với lông để chải. Nó được sử dụng để làm sạch đồ vật, chải tóc, trang điểm hay vẽ tranh. Tùy vào công dụng mà có các loại bàn chải khác nhau, chúng đa dạng về kích cỡ, kiểu lông, độ cứng của lông, chất liệu, v.v.

## Thành phần
Cấu tạo cơ bản của một cái cọ bao gồm:
- Lông cọ: Phần quan trọng nhất của cọ, được làm từ nhiều chất liệu khác nhau như sợi tổng hợp, lông động vật, hoặc lông tự nhiên. Lông cọ có thể mềm hoặc cứng, dài hoặc ngắn, tùy thuộc vào công dụng của cọ.
- Cán cọ: Phần tay cầm của cọ, thường được làm từ gỗ, nhựa, hoặc kim loại. Cán cọ có thể dài hoặc ngắn, dày hoặc mỏng, tùy thuộc vào sở thích và nhu cầu sử dụng.
- Phần nối: Nối giữa lông cọ và cán cọ, thường được làm từ kim loại hoặc nhựa.

## Công dụng
- Làm sạch: Cọ được sử dụng để làm sạch nhiều loại đồ vật khác nhau, từ chén bát, quần áo, sàn nhà cho đến các vật dụng cá nhân như lược, bàn chải đánh răng. Tùy vào mục đích sử dụng mà người ta sẽ lựa chọn loại cọ có kích thước, độ cứng và chất liệu lông phù hợp.
- Chải tóc: Cọ chải tóc giúp gỡ rối, làm suôn mượt và tạo kiểu cho mái tóc. Có nhiều loại cọ chải tóc với kích cỡ và hình dạng khác nhau để phù hợp với từng loại tóc.
- Trang điểm: Cọ trang điểm là dụng cụ không thể thiếu trong bộ đồ nghề của các tín đồ làm đẹp. Có rất nhiều loại cọ trang điểm với công dụng riêng biệt, như cọ tán kem nền, cọ vẽ phấn mắt, cọ kẻ eyeliner,...
- Vẽ tranh: Cọ vẽ là dụng cụ quan trọng để tạo ra những tác phẩm nghệ thuật. Cọ vẽ có nhiều loại với kích cỡ, hình dạng và chất liệu lông khác nhau, phù hợp với từng phong cách vẽ và chất liệu màu vẽ.

## Loại cọ
Có thể phân loại cọ theo nhiều tiêu chí khác nhau như:
- Công dụng: cọ làm sạch, cọ chải tóc, cọ trang điểm, cọ vẽ tranh,...
- Kích thước: cọ to, cọ nhỏ, cọ mini,...
- Kiểu lông: cọ lông mềm, cọ lông cứng, cọ lông nhân tạo, cọ lông tự nhiên,...
- Chất liệu: cọ cán gỗ, cọ cán nhựa, cọ cán kim loại,...

## Hình ảnh

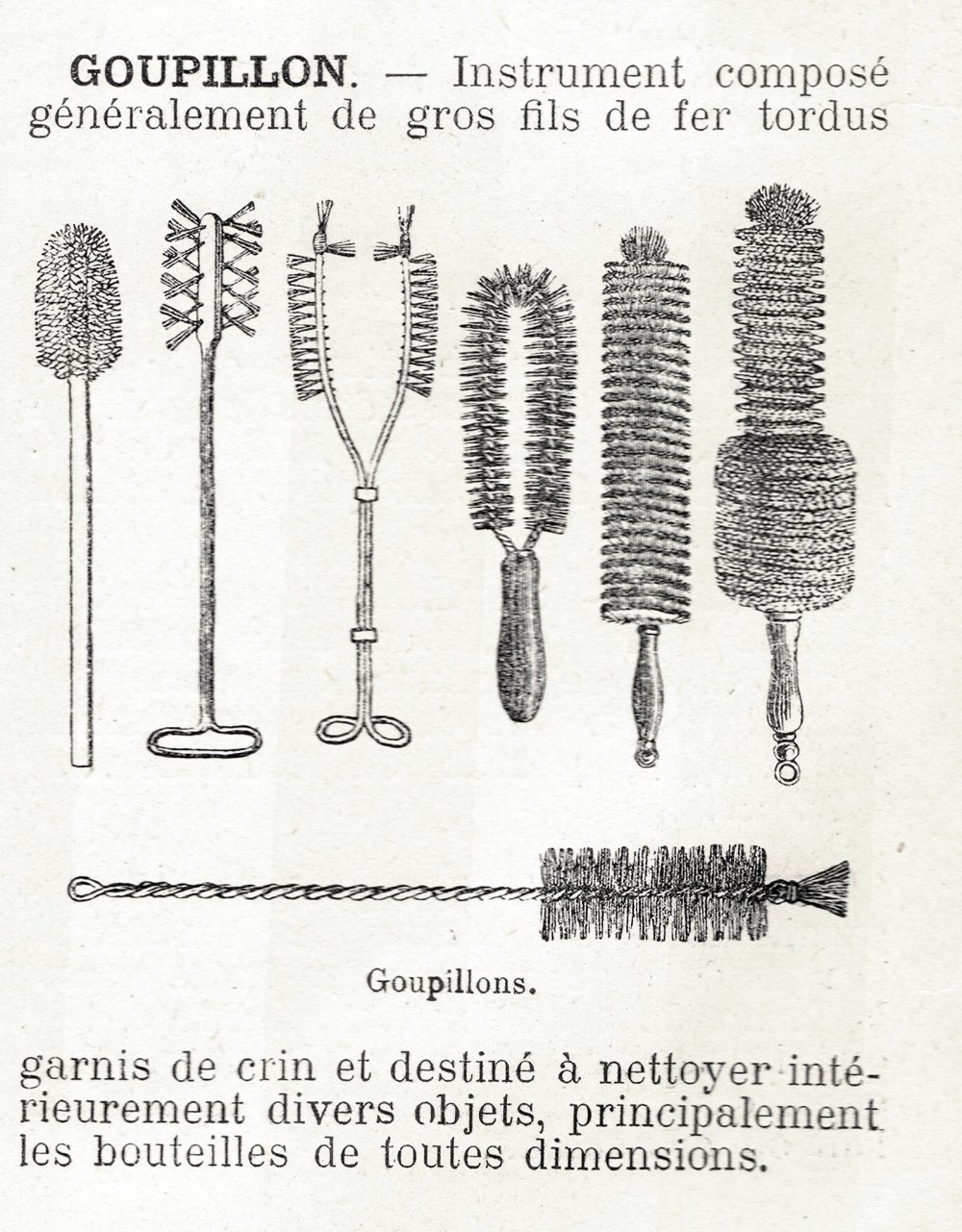
Các loại chổi chà vệ sinh
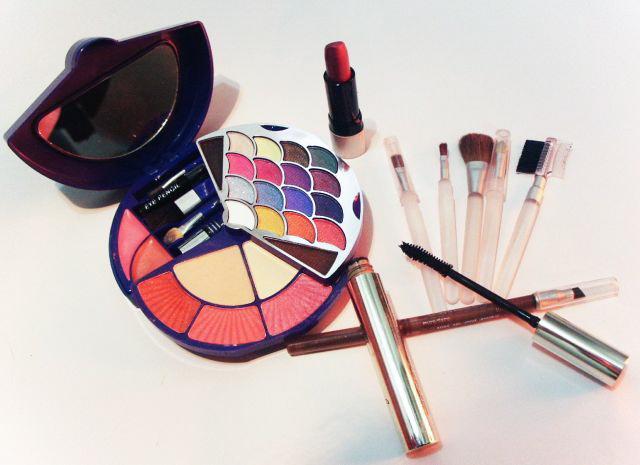
Các loại cọ đánh mắt, má
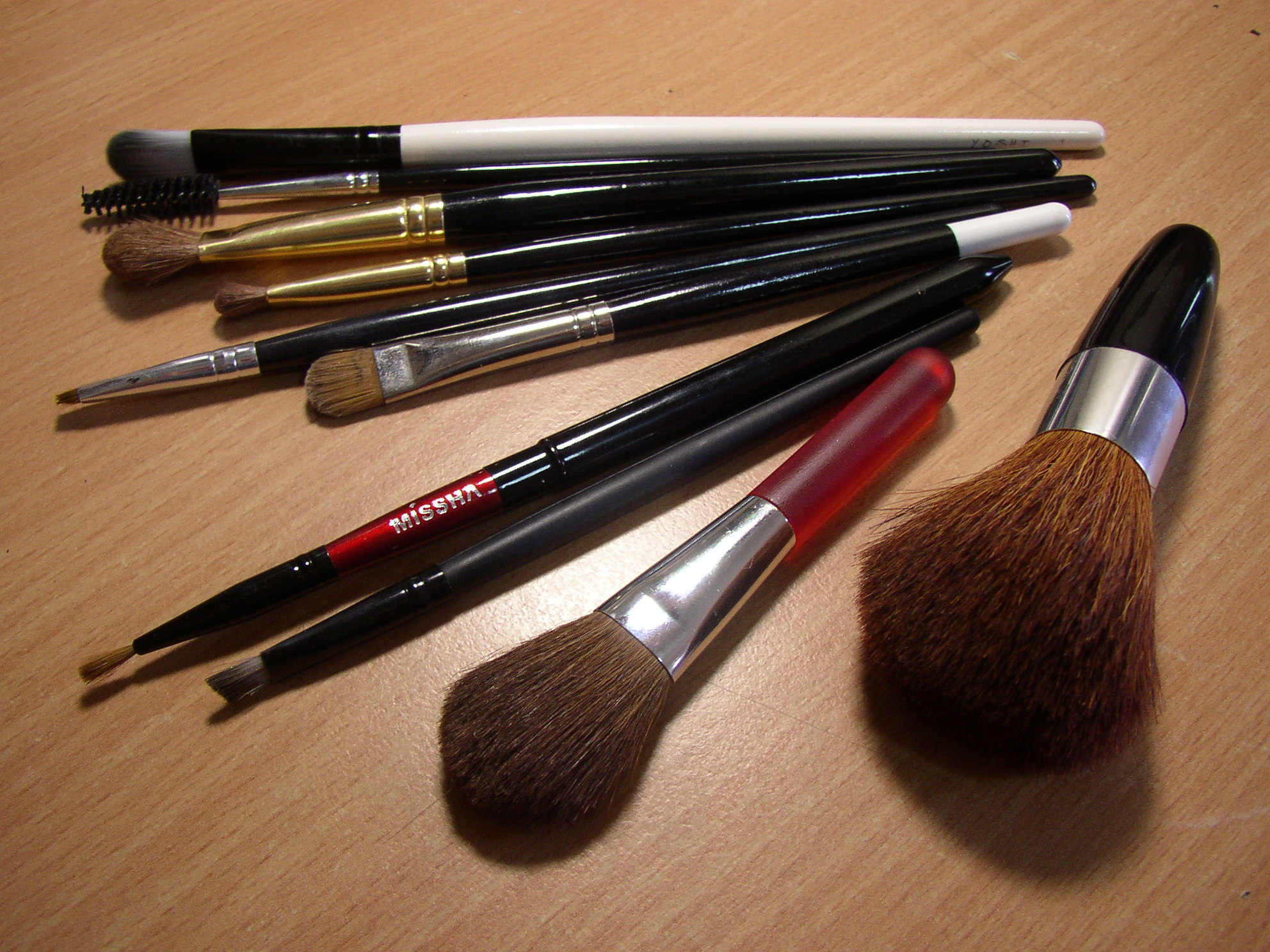
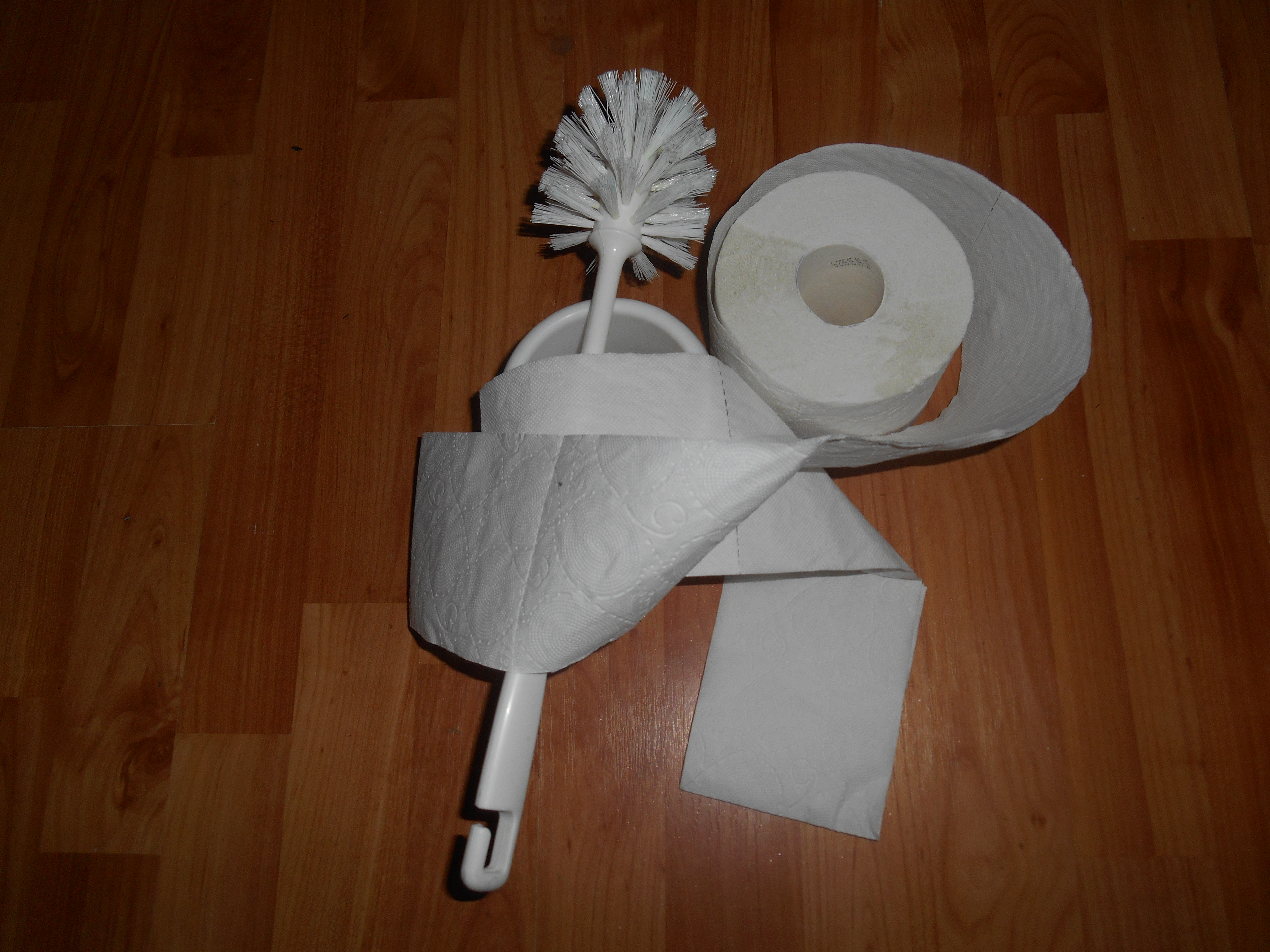
Cọ nhà vệ sinh